# Lolita (película de 1962)
Lolita es una película dramática-psicológica anglo-estadounidense de 1962 dirigida por Stanley Kubrick y basada en la novela homónima de Vladimir Nabokov (quien también redactó un guion para la película que fue reescrito por el director y el productor James B. Harris).
La película sigue a Humbert Humbert, un profesor de literatura de mediana edad que se obsesiona sexualmente de Dolores Haze (apodada "Lolita"), apenas una adolescente. Está protagonizada por James Mason, Shelley Winters, Peter Sellers y, como personaje titular, Sue Lyon.
Debido a las restricciones impuestas por el Código de Producción Cinematográfica, la película atenuó los aspectos más provocativos de la novela, dejando a veces mucho a la imaginación de la audiencia. La actriz que interpretó a Lolita, Sue Lyon, tenía 14 años en el momento del rodaje.
Lolita polarizó a los críticos contemporáneos por sus polémicas representaciones del abuso sexual infantil. Años después de su lanzamiento, Kubrick expresó dudas de que hubiera intentado hacer la película si hubiera entendido completamente cuán severas serían las limitaciones de la censura contemporánea. Independientemente, la película ha recibido desde entonces elogios de la crítica y más tarde fue candidata al premio Oscar al Mejor Guion Adaptado.

## Argumento
El novelista anglo-francés de mediana edad Humbert (James Mason) decide pasar un verano en Ramsdale, Nuevo Hampshire, antes de volver a su trabajo de profesor de literatura francesa en otoño. Mientras está buscando alguna casa donde alquilar una habitación, llega a casa de la viuda Charlotte Haze (Shelley Winters). No le convence mucho alquilar la habitación allí, pero en el momento en que Charlotte va a enseñarle el jardín, allí está la hija de Charlotte, Lolita (Sue Lyon), una adolescente rubia de 14 años, por la que Humbert se obsesiona sexualmente. Decide alquilar la habitación en la casa de Charlotte, para estar cerca de Lolita quienes luego de varias actividades juntos, lo invitan a una fiesta donde Humbert se entera de que Lolita tiene de novio al hijo de los Farlow, una familia amiga de Charlotte y también se encuentra Clare Quilty (Peter Sellers) un prestigioso dramaturgo que también fue inquilino de Charlotte, con quien tuvo una relación y a quien le expresa sus deseos de volver a ver a Lolita. Charlotte se enamora de Humbert, pero él piensa solo en Lolita, quien por una parte le sigue el juego y por otra le hace sufrir luego de tener una discusión con Charlotte quien como castigo decide llevarla a un campamento de verano; Lolita se despide de Humbert quien lleno de esperanzas y dolor por tal acción, se acuesta en la cama de Lolita dónde la sirvienta negra de la casa le entrega una carta de Charlotte dónde está última le propone matrimonio y Humbert se ríe burlonamente a carcajadas mientras lee con alegría la carta de su futura esposa. Finalmente Humbert se casará con Charlotte y así podrá estar siempre cerca de Lolita luego de que esta regrese del campamento.
Tiempo después de la boda, Charlotte se obsesiona más de Humbert (quien tiene relaciones sexuales con ella mientras observa la foto de Lolita) y le enseña el arma de su difunto esposo Harold Haze. Charlotte empieza a estresar a Humbert luego de decirle que después del verano planea enviar a Lolita a un internado permanente y de ahí a una universidad, frustrando así los planes depravados de Humbert quien al verse amenazado por Charlotte decide asesinarla con el arma del difunto Harold Haze y argumentar que estaban jugando y no sabía que el arma estaba cargada. Al ir a buscarla en la bañera con tales intenciones, descubre que ella no estaba y al contrario se encontraba en su habitación leyendo su diario en dónde él expresa su amor por Lolita y su disgusto por Charlotte a quien apoda "vaca" o "la madre insoportable"; Charlotte lo confronta violentamente y le dice que nunca más volverá a ver a Lolita para luego huir mientras Humbert le preparaba desesperadamente un martini para tratar de calmarla, en eso le llaman para decirle que su esposa murió, él piensa que es una broma, pero luego al salir a la calle lluviosa se da cuenta de que Charlotte, llevada por la desesperación, cruzó la calle sin saber que sería atropellada por un auto perdiendo así la vida.
Los Farlow visitan a Humbert, a quien le revelan que Charlotte estaba deprimida porque le quedaba poco tiempo de vida a causa de que le faltaba un riñón, en eso llega el padre del conductor que la mató a quien Humbert perdona y a cambio le ofrecen pagar el funeral. Humbert hereda la hipoteca de Charlotte y se queda con la custodia de Lolita a quien decide recoger en el campamento de verano, y llevarla consigo a un hotel de agentes, sin contarle nada de la muerte de su madre, casualmente ahí también se encuentra Clare Quilty en las mismas condiciones que él. En el hotel mientras Humbert espera una cama de repuesto, tiene una charla con Clare Quilty quien le insinúa saber la relación pedófila que tienen, luego Humbert trae silenciosamente la cama de repuesto, para luego intentar dormir junto a su hijastra en la otra cama, Lolita le dice que duerma en la cama de repuesto; Al amanecer Lolita le cuenta que tuvo relaciones sexuales con Charlie, el hijo de la encargada del campamento de verano y le propone hacer lo mismo. Al salir del hotel, Lolita se entera de lo sucedido con su madre bajo la versión de su padrastro quien la consuela y se la lleva a la ciudad donde trabaja como profesor de literatura francesa. Allí es donde empiezan los problemas, Lolita es inscrita en otro colegio y empieza a tener amistades que provocan celos enfermizos en Humbert, que llevado por su obsesión va perdiendo la cordura tratando de controlar en exceso a Lolita, con quien tiene fuertes discusiones luego de que el supuesto director de la escuela lo convenciese de permitir que Lolita actúe en la obra de teatro dirigida por Clare Quilty Peter Sellers.
Esta situación hace que Humbert renuncie a su trabajo y decida salir de viaje para no establecerse en ningún lugar y mantener a Lolita consigo todo el tiempo. En pleno viaje, Humbert descubre que son seguidos por un auto misterioso por 3 días, desvía el camino hacia una gasolinera donde luego observa desde el baño que se acerca ese auto y Lolita habla con su conductor, en una carretera él la confronta y ella le dice que era alguien perdido que le pregunto si tenía un mapa, en eso el auto los vuelve a seguir y Humbert descarrila los neumáticos por el exceso de velocidad, quedando a merced del auto que se detiene a metros de ellos, Humbert permanece en su auto junto a Lolita aunque se plantea salir a confrontarlo luego de notar que el misterioso conductor no sale, el auto se larga y Humbert no logra verificar nada luego de sentir un fuerte dolor en el brazo que podría ser un futuro infarto según Lolita.
Lolita dice enfermar y es internada en un hospital. Al día siguiente un enfermizo y desesperado Humbert la visita para contarle sus planes de huir junto a ella a México, sin embargo, en la noche mientras duerme, recibe la llamada de un policía desconocido que le dice que lo tienen fichado y saben de su relación. Humbert decide huir esa misma noche y busca a Lolita en el hospital, sin embargo le dicen que un tío se la llevó en el medio día. Humbert sabe que es mentira, entra en desesperación mientras confronta a los médicos que lo inmovilizan y se ve obligado a fingir estar borracho para evitar el manicomio. Después de retirarse del hospital, decide asimismo encontrar a la persona con quien Lolita se había ido, aunque no da con ellos.
Años después, Lolita escribe una carta a su padrastro Humbert pidiéndole dinero. Este, al ir en su búsqueda y encontrarla, descubre que está casada y embarazada de un joven medio sordo con quién planea mudarse a Alaska con el dinero de Humbert. Lolita le cuenta con quién había huido aquella vez en el hospital, al que conoció antes que él, con el que también tuvo relaciones sexuales en vez de ir a sus clases de piano. Fue el que se hizo pasar por el director de su escuela para que actúe en la obra dirigida por el mismo para tener relaciones sexuales y luego de que Humbert se la llevase, fue el quien los siguió para en la noche hacerse pasar por un policía y ocasionar pánico en Humbert quien ahora intenta llevársela consigo confesándole que la vida es corta y quiere vivir con ella y morir con ella, pero ella no quiere dejar solo a su esposo y Humbert entre llantos le entrega el dinero y se larga inmediatamente ahora decidido a vengarse del hombre que le quitó a "su" Lolita, va en su búsqueda y lo asesina en su desordenada mansión, donde antes, el hombre al principio intenta distraerlo jugando al ping-pong con él y luego tocándole una pieza de piano que él compuso, para luego intentar huir y ser acribillado a tiros a través de una pintura de Lolita con la que se intentó esconder de las balas de su ejecutor. Humbert murió de trombosis coronaria mientras esperaba su juicio por el asesinato de Clare Quilty.

## Reparto
- James Mason - Humbert Humbert
- Shelley Winters - Charlotte Haze
- Sue Lyon - Dolores Haze 'Lolita'

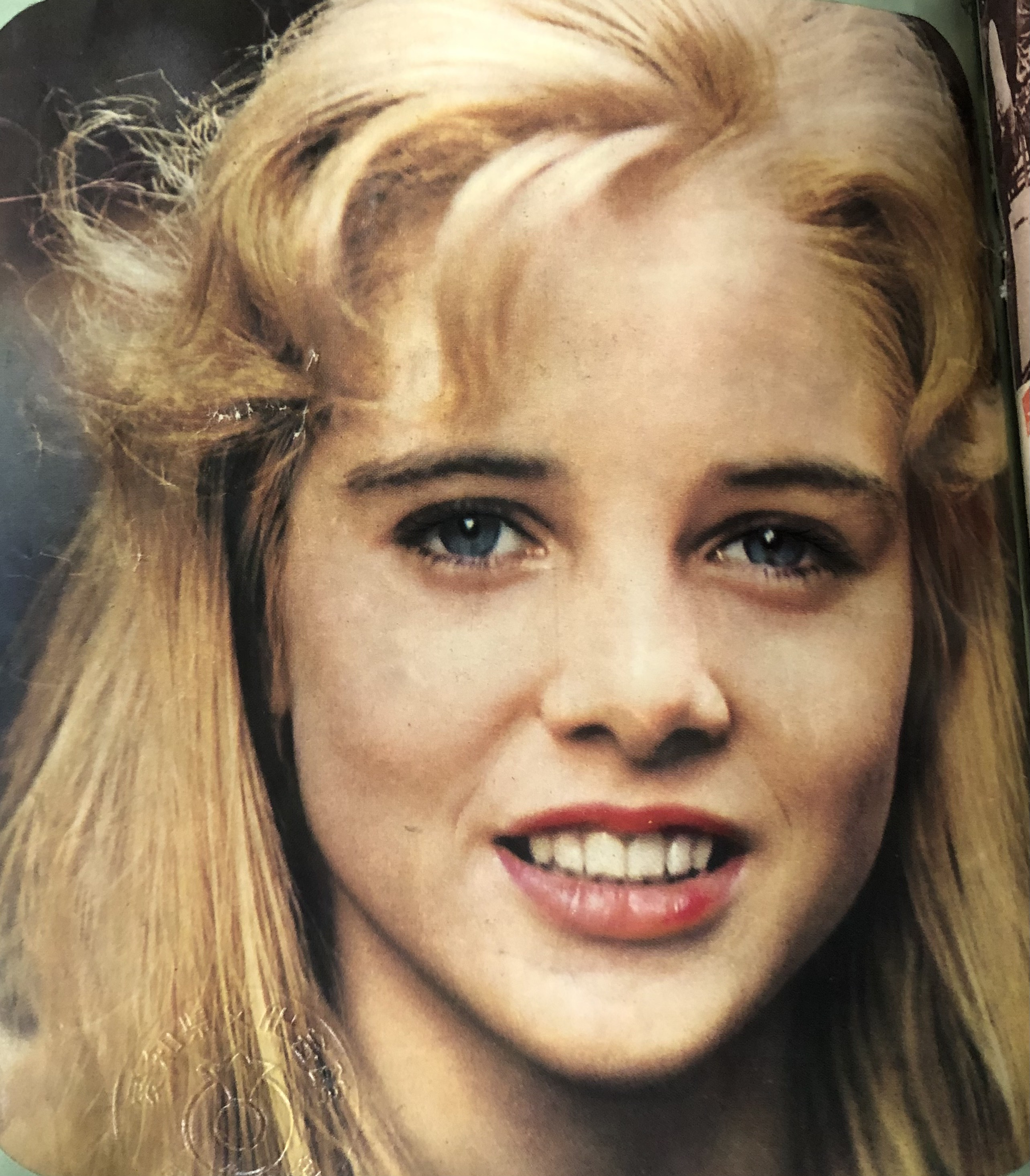
Sue Lyon, en una imagen promocional de Lolita.

- Gary Cockrell - Richard T. 'Dick' Siller
- Jerry Stovin - John Farlow
- Diana Decker -  Jean Farlow
- Lois Maxwell -  Enfermera Mary Lore
- Cec Linder - Doctor Keegee
- Bill Greene - George Swine
- Shirley Douglas - Señora Starch
- Marianne Stone - Vivian Darkbloom
- Marion Mathie - Miss Lebone
- James Dyrenforth - Frederick Beale Sr.
- Maxine Holden - Señora Fromkiss
- John Harrison - Tom
- Colin Maitland - Charlie Sedgwick
- C. Denier Warren - Potts
- Roland Brand - Bill Crest
- Peter Sellers - Clare Quilty

## Producción
Vladimir Nabokov, autor de la novela, fue quien hizo el guion para la película. En un inicio, Nabokov le entregó al director Stanley Kubrick un guion que equivalía a unas 9 horas de película. Kubrick afirmó que, a pesar de su extensión, era uno de los mejores guiones que había leído.
Dicho por el mismo Kubrick, esta fue una de las películas más sencillas en cuestión de producción que realizó. Esto se debe a que fue filmada en únicamente 88 días.
La película fue candidata al Óscar al mejor guion adaptado.
En 1997 se rodó otra versión de la película dirigida por Adrián Lyne e interpretada, entre otros, por Jeremy Irons y Melanie Griffith.

### Casting
Mason fue la primera elección de Kubrick y el productor Harris para el papel de Humbert Humbert, pero inicialmente se negó debido a un compromiso en Broadway y recomendó a su hija para el papel de Lolita. Laurence Olivier luego rechazó el papel, aparentemente por consejo de sus agentes. Kubrick consideró a Peter Ustinov pero decidió no hacerlo. Harris luego sugirió a David Niven; Niven aceptó el papel, pero luego se retiró por temor a que los patrocinadores de su programa de televisión, Four Star Playhouse (1952), se opusieran. También se consideró a Noël Coward y Rex Harrison. Mason luego se retiró de su obra y consiguió el papel.
El papel de Clare Quilty se amplió considerablemente con respecto al de la novela y Kubrick permitió a Sellers adoptar una variedad de disfraces a lo largo de la película. Al principio de la película, Quilty aparece como él mismo: un dramaturgo engreído y vanguardista con una actitud superior. Más tarde es un policía inquisitivo en el porche del hotel, donde se alojan Humbert y Lolita. El siguiente es el entrometido psicólogo de Beardsley High School, el Doctor Zempf, que acecha en la sala de estar de Humbert para persuadirlo de que le dé a Lolita más libertad en sus actividades extraescolares. Luego se lo ve como fotógrafo detrás del escenario en la obra de Lolita. Más adelante en la película, él es un operador telefónico anónimo que realiza una encuesta.

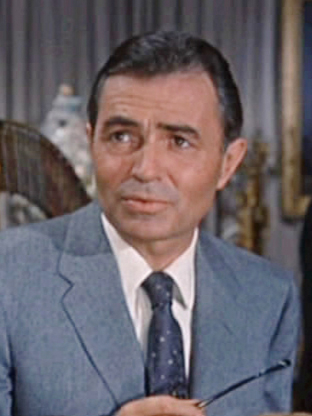
El actor James Mason interpretó finalmente a Humbert Humbert.

Se le pidió a Jill Haworth que asumiera el papel de Lolita, pero estaba bajo contrato con Otto Preminger y él dijo "no". A Hayley Mills se le ofreció el papel, pero sus padres rechazaron el permiso para que lo hiciera. Joey Heatherton, Sandra Dee y Tuesday Weld también eran candidatas potenciales para el papel.
Aunque en un principio Vladimir Nabokov pensó que Sue Lyon era la elección adecuada para interpretar a Lolita, años más tarde Nabokov dijo que la Lolita ideal habría sido Catherine Demongeot, una actriz francesa que había interpretado a Zazie en Zazie in the Metro (1960), seguida sólo por una algunas películas más.

### Narración en off
Humbert usa el término "nínfula" para describir a Lolita, que explica y usa en la novela; aparece dos veces en la película y su significado no se define.  En una voz en off la mañana después del baile de Ramsdale High School, Humbert confiesa en su diario: "Lo que me vuelve loco es la doble naturaleza de esta nínfula, de cada nínfula quizás, esta mezcla en mi Lolita de ternura, infantil soñador y una especie de vulgaridad espeluznante. Sé que es una locura llevar este diario, pero me da una extraña emoción hacerlo. Y solo una esposa amorosa podría descifrar mi escritura microscópica ".

### Censura
En el momento en que se estrenó la película, el sistema de clasificación no estaba vigente y el Código Hays, que data de la década de 1930, regía la producción cinematográfica. La censura de la época inhibía la dirección de Kubrick; Kubrick comentó más tarde que, "debido a toda la presión sobre el Código de Producción y la Legión Católica de la Decencia en ese momento, creo que no dramaticé lo suficiente el aspecto erótico de la relación de Humbert con Lolita. Si pudiera hacer la película de nuevo, habría enfatizado el componente erótico de su relación con el mismo peso que lo hizo Nabokov". Kubrick insinuó la naturaleza de su relación indirectamente, a través del doble sentido y señales visuales como Humbert pintando los dedos de los pies de Lolita. En una entrevista de Newsweek de 1972 (después de que se introdujera el sistema de clasificación a fines de 1968), Kubrick dijo que "probablemente no habría hecho la película" si se hubiera dado cuenta de antemano de lo difíciles que serían los problemas de censura.
La película es deliberadamente vaga sobre la edad de Lolita. Kubrick comentó: "Creo que algunas personas tenían la imagen mental de una niña de nueve años, pero Lolita tenía doce años y medio en el libro; Sue Lyon tenía trece". En realidad, Lyon tenía 14 años cuando comenzó el rodaje y 15 cuando terminó. Aunque pasó sin cortes, Lolita fue calificada como "X" por la Junta Británica de Censores de Cine cuando se estrenó en 1962, lo que significa que nadie menor de 18 años podía verla. Esta película fue inspiración de la moda "coquette". 

## Recepción
Lolita se estrenó el 13 de junio de 1962 en la ciudad de Nueva York (la fecha de copyright en pantalla es 1961). Funcionó bastante bien con poca publicidad, basándose principalmente en el boca a boca; muchos críticos parecían desinteresados o desdeñosos con la película, mientras que otros le dieron críticas entusiastas. Sin embargo, la película fue muy controvertida debido al contenido relacionado con la hebefilia.
Entre las críticas positivas, Bosley Crowther de The New York Times escribió que la película era "notablemente diferente" de la novela y tenía "algunas extrañas confusiones de estilo y estado de ánimo", pero sin embargo tenía "un poder raro, un impulso confuso pero a menudo conmovedor". hacia una comunicación fuera de lo común". Richard L. Coe de The Washington Post la llamó "una película peculiarmente brillante", con un tono "no de odio, sino de burla verdadera. El director y el autor tienen un punto de vista sobre la vida moderna que no es halagador pero no lo es, despreciar, tampoco. Es arrepentimiento por la comedia humana". Philip K. Scheuer de Los Ángeles Times declaró que la película "logra alcanzar picos de comedia estridentemente disonante pero en un nivel adulto, que son raros en verdad, y al mismo tiempo subrayar la tragedia en la comunicación humana, la comunión humana, entre personas que tienen sus señales irremediablemente cruzadas".

### Premios y candidaturas
| Año                               | Categoría                             | Candidato/a                                                        | Resultado |
| --------------------------------- | ------------------------------------- | ------------------------------------------------------------------ | --------- |
| Premios Oscar                     | Mejor Guion - Basado en otro material | Vladimir Nabokov                                                   | Candidato |
| Premios BAFTA                     | Mejor Actor Británico                 | James Mason                                                        | Candidato |
| Directors Guild of America Awards | Mejor Director de película            | Stanley Kubrick                                                    | Candidato |
| Golden Globe Awards               | Mejor Actor - Drama                   | James Mason                                                        | Candidato |
| Golden Globe Awards               | Mejor Actriz - Drama                  | Shelley Winters                                                    | Candidata |
| Golden Globe Awards               | Mejor Actor de Reparto                | Peter Sellers                                                      | Candidato |
| Golden Globe Awards               | Mejor Director                        | Stanley Kubrick                                                    | Candidato |
| Golden Globe Awards               | Mejor Nueva Estrella del año          | Sue Lyon                                                           | Ganadora  |
| Saturn Awards (2011)              | Mejor colección en DVD                | Lolita (Como parte de Stanley Kubrick: The Essential Collection)   | Ganadora  |
| Saturn Awards (2014)              | Mejor colección en DVD o Blu-ray      | Lolita (Como parte de Stanley Kubrick: The Masterpiece Collection) | Candidato |
| Venice Film Festival              | Oso de oro                            | Stanley Kubrick                                                    | Candidato |